# Gymmerholmen
Gymmerholmen är en ö i Stockholm skärgård och i Värmdö kommun. Den är belägen i Nämdö socken, tre kilometer söder om Nämdö.
Gymmerholmen är privatägd. Den norra delen av ön är bebyggd med en handfull fritidshus.
Den södra delen, inklusive den med Gymmerholmen landfasta halvön Tallholmen, är obebyggd och ingår i Gymmerholmens naturreservat. 

## Etymologi
Förledet i ö-namnet, gymmer, är ett dialektalt ord för unga tackor som var dräktiga för första gången eller hade fått sitt första lamm. Namnet kommer sig av att Mörtöborna förr höll får på ön för sommarbete. Skårkobbarna, som ligger omedelbart söder om Enkobben, redovisas i Institutet för språk och folkminnens ortnamnsregister men är inte omnämnda på moderna kartor från Lantmäteriet. Förledet innehåller ordet skår(e) som betecknar de skydd som anlades för att dölja skytten vid sjöfågeljakt.

## Omgivning
Nordväst om Gymmerholmen och på andra sidan sundet Hästholmsflacket ligger ön och naturreservatet Hästholmen. Bortom Hästholmen ligger Mörtö som länge haft bofast befolkning till vilken Gymmerholmen förr tillhörde. Öster om Gymmerholmen ligger Grönskär och Jungfruskär, som båda ligger centralt i ögruppen Skoboraden vilken till största del är naturreservat. 